# Campeonato Asiático de Hóquei em Patins de 1999
O Campeonato Asiático de Hóquei em Patins é uma competição de Hóquei em Patins com a participação das selecções do continente Asiático. 
Esta competição é organizada pela CARS, Federação Asiática de Patinagem.

## Países Participantes
China
 Índia
 Macau
 Coreia do Sul
 Coreia do Norte
 Taiwan
 Japão

## Fase Final
O Campeonato disputa-se a uma só volta todos contra todos.
| Japão | 10 | Coreia do Norte | 0 |
| Japão | 5  | Macau           | 0 |
| Japão | 5  | China           | 0 |
| Japão | 5  | Coreia do Sul   | 2 |
| Japão | 9  | Índia           | 1 |
| Japão | 15 | Taiwan          | 0 |
| ----- | -- | --------------- | - |

## Classificação final
| Lugar | País            |
| ----- | --------------- |
|       | Japão           |
|       | Coreia do Norte |
|       | Macau           |
| 4     | Índia           |
| 5     | China           |
| 6     | Taiwan          |
| 7     | Coreia do Sul   |
| 8     | Paquistão       |